# 1993–1994-es UEFA-bajnokok ligája
Az 1993–1994-es UEFA-bajnokok ligája a legrangosabb európai nemzetközi labdarúgókupa, mely jelenlegi nevén 2., jogelődjeivel együttvéve 39. alkalommal került kiírásra. A döntőnek az athéni Olimpiai Stadion adott otthont. A győztes az AC Milan lett, története során 5. alkalommal.

## Selejtező
| 1. csapat        | Össz. | 2. csapat          | 1. mérk. | 2. mérk. |
| ---------------- | ----- | ------------------ | -------- | -------- |
| HJK Helsinki     | 2–1   | FC Norma           | 1–1      | 1–0      |
| FK Ekranas       | 0–2   | Floriana           | 0–1      | 0–1      |
| B68              | 0–11  | Croatia Zagreb     | 0–5      | 0–6      |
| Skonto Riga      | 1–11  | Olimpija Ljubljana | 0–1      | 1–0      |
| Cwmbran Town     | 4–42  | Cork City          | 3–2      | 1–2      |
| Dinamo Tbiliszi  | 3–23  | Linfield           | 2–1      | 1–1      |
| Avenir Beggen    | 0–3   | Rosenborg          | 0–2      | 0–1      |
| Partizani Tirana | 0–3   | ÍA                 | 0–0      | 0–3      |
| Omónia           | 2–3   | FC Aarau           | 2–1      | 0–2      |
| Zimbru Chișinău  | 1–3   | Bétár Jerusálajim  | 1–1      | 0–2      |

1 A Skonto Riga jutott tovább tizenegyesekkel (11-10).

2 A Cork City jutott tovább, idegenben lőtt több góllal.

3 Az UEFA kizárta a Dinamo Tbilisi csapatát.

## 1. forduló
| 1. csapat        | Össz. | 2. csapat         | 1. mérk. | 2. mérk.  |
| ---------------- | ----- | ----------------- | -------- | --------- |
| FC Porto         | 2–0   | Floriana          | 2–0      | 0–0       |
| ÍA               | 1–3   | Feyenoord         | 1–0      | 0–3       |
| AS Monaco        | 2–1   | AÉK Athén         | 1–0      | 1–1       |
| Steaua București | 4–41  | Croatia Zagreb    | 1–2      | 3–2       |
| Rangers          | 4–42  | Levszki Szofija   | 3–2      | 1–2       |
| Werder Bremen    | 2–1   | Dinama Minszk     | 1–0      | 1–1       |
| Linfield         | 3–4   | FC København      | 3–0      | 0–4 (hu.) |
| FC Aarau         | 0–1   | AC Milan          | 0–1      | 0–0       |
| AIK              | 1–2   | Sparta Prága      | 1–0      | 0–2       |
| HJK Helsinki     | 0–6   | Anderlecht        | 0–3      | 0–3       |
| Kispest Honvéd   | 3–5   | Manchester United | 2–3      | 1–2       |
| Galatasaray      | 3–1   | Cork City         | 2–1      | 1–0       |
| Lech Poznań      | 7–2   | Bétár Jerusálajim | 3–0      | 4–2       |
| Skonto Riga      | 0–9   | Szpartak Moszkva  | 0–5      | 0–4       |
| Dinamo Kijiv     | 4–5   | FC Barcelona      | 3–1      | 1–4       |
| Rosenborg        | 4–5   | Austria Wien      | 3–1      | 1–4       |

1 A Steaua Bucureşti jutott tovább, idegenben lőtt több góllal.

2 A Levszki Szófia jutott tovább, idegenben lőtt több góllal.

## Nyolcaddöntő
| 1. csapat         | Össz. | 2. csapat        | 1. mérk. | 2. mérk. |
| ----------------- | ----- | ---------------- | -------- | -------- |
| FC Porto          | 1–0   | Feyenoord        | 1–0      | 0–0      |
| AS Monaco         | 4–2   | Steaua București | 4–1      | 0–1      |
| Levszki Szofija   | 2–3   | Werder Bremenn   | 2–2      | 0–1      |
| FC København      | 0–7   | AC Milan         | 0–6      | 0–1      |
| Sparta Prága      | 2–5   | Anderlecht       | 0–1      | 2–4      |
| Manchester United | 3–31  | Galatasaray      | 3–3      | 0–0      |
| Lech Poznań       | 2–7   | Szpartak Moszkva | 1–5      | 1–2      |
| FC Barcelona      | 5–1   | Austria Wien     | 3–0      | 2–1      |

1 A Galatasaray jutott tovább, idegenben lőtt góllal.

## Csoportkör

### A csoport
| Hely. | Csapat           | M | Gy | D | V | G+ | G– | Gk  | P  | Továbbjutás                                |     | BAR | MON | SPM | GAL |
| ----- | ---------------- | - | -- | - | - | -- | -- | --- | -- | ------------------------------------------ | --- | --- | --- | --- | --- |
| 1.    | FC Barcelona     | 6 | 4  | 2 | 0 | 13 | 3  | +10 | 10 | Továbbjutott az egyenes kieséses szakaszba |     | —   | 2–0 | 5–1 | 3–0 |
| 2.    | AS Monaco        | 6 | 3  | 1 | 2 | 9  | 4  | +5  | 7  | Továbbjutott az egyenes kieséses szakaszba |     | 0–1 | —   | 4–1 | 3–0 |
| 3.    | Szpartak Moszkva | 6 | 1  | 3 | 2 | 6  | 12 | −6  | 5  |                                            |     | 2–2 | 0–0 | —   | 0–0 |
| 4.    | Galatasaray      | 6 | 0  | 2 | 4 | 1  | 10 | −9  | 2  |                                            | 0–0 | 0–2 | 1–2 | —   |     |

### B csoport
| Hely. | Csapat        | M | Gy | D | V | G+ | G– | Gk | P | Továbbjutás                                |     | MIL | POR | BRM | AND |
| ----- | ------------- | - | -- | - | - | -- | -- | -- | - | ------------------------------------------ | --- | --- | --- | --- | --- |
| 1.    | AC Milan      | 6 | 2  | 4 | 0 | 6  | 2  | +4 | 8 | Továbbjutott az egyenes kieséses szakaszba |     | —   | 3–0 | 2–1 | 0–0 |
| 2.    | FC Porto      | 6 | 3  | 1 | 2 | 10 | 6  | +4 | 7 | Továbbjutott az egyenes kieséses szakaszba |     | 0–0 | —   | 3–2 | 2–0 |
| 3.    | Werder Bremen | 6 | 2  | 1 | 3 | 11 | 15 | −4 | 5 |                                            |     | 1–1 | 0–5 | —   | 5–3 |
| 4.    | Anderlecht    | 6 | 1  | 2 | 3 | 5  | 9  | −4 | 4 |                                            | 0–0 | 1–0 | 1–2 | —   |     |

## Egyenes kieséses szakasz

### Elődöntők
| 1. csapat    | Eredmény | 2. csapat |
| ------------ | -------- | --------- |
| AC Milan     | 3–0      | AS Monaco |
| FC Barcelona | 3–0      | Porto     |

### Döntő
| 1994. május 18. 21:15 (20:15) |

| AC Milan                                   | 4–0               | FC Barcelona |
| ------------------------------------------ | ----------------- | ------------ |
| Massaro 22' 45' Savićević 47' Desailly 58' | (2–0) Jegyzőkönyv |              |

| Olimpiai Stadion, Athén Nézőszám: 70 000 Játékvezető: Philip Don (angol) |

| Az 1993–1994-es UEFA-bajnokok ligája győztese |
| --------------------------------------------- |
| AC Milan 5. cím                               |